# Segona categoria del Campionat de Catalunya de futbol 1907-1908
Resultats de la lliga de Segona categoria del Campionat de Catalunya de futbol 1907-1908.

## Sistema de competició
A la segona edició de la Segona categoria, anomenada enguany de júniors, es jugaren dos campionats paral·lels a imatge de la Primera categoria, el de primers bàndols i el de segons i tercers. Aquest article tracta del de primers bàndols el qual començà com una lliga de 7 equips: Salut Sport Club, Catalònia Foot-ball Club, Foot-ball Club Central, Centre de Sports de Sabadell Foot-ball Club, Club Catalunya de Foot-ball, Foot-ball Club Numància i Foot-ball Club S, segons els noms de l'època. La renúncia del FC S de primer moment tornà a deixar, com l'any passat, una lliga de 6 equips que acabà guanyant el Salut Sport Club.

## Classificació
|    |                          |                | Punts | J  | G | E | P  | GF | GC | DG |
| -- | ------------------------ | -------------- | ----- | -- | - | - | -- | -- | -- | -- |
| 1. | Blanc-i-vermell          | Salut SC       | 15    | 10 | 7 | 1 | 2  | 28 | 12 | 16 |
| 2. | Blau-i-groc              | Catalònia FC   | 13    | 10 | 5 | 3 | 2  | 20 | 15 | 5  |
| 3. | Blanc-i-vermell diagonal | FC Central     | 11    | 10 | 5 | 1 | 4  | 25 | 17 | 8  |
| 4. | Blanc-i-negre            | CS Sabadell FC | 11    | 10 | 5 | 1 | 4  | 23 | 23 | 0  |
| 5. | Vermell-i-groc           | Club Catalunya | 8     | 10 | 3 | 2 | 5  | 8  | 9  | 1  |
| 6. | Blanc-i-blau             | FC Numància    | 0     | 10 | 0 | 0 | 10 | 2  | 32 | 28 |
|    |                          |                |       |    |   |   |    |    |    |    |

## Resultats
| Jornada |                |           |   |           |       |       |       |
| ------- | -------------- | --------- | - | --------- | ----- | ----- | ----- |
| 1       | 19 gener 1908  | Sabadell  | - | Catalònia | 2     | -     | 2     |
| 1       | 19 gener 1908  | Catalunya | - | Central   | 2     | -     | 1     |
| 2       | 26 gener 1908  | Numància  | - | Catalònia | 0     | -     | 3     |
| 2       | 26 gener 1908  | Salut     | - | Sabadell  | 7     | -     | 0     |
| 3       | 2 febrer 1908  | Catalònia | - | Catalunya | 2     | -     | 1     |
| 3       | 2 febrer 1908  | Central   | - | Numància  | 5     | -     | 1     |
| 4       | 9 febrer 1908  | Catalunya | - | Numància  | 3     | -     | 0     |
| 4       | 9 febrer 1908  | Salut     | - | Central   | 4     | -     | 1     |
| 5       | 23 febrer 1908 | Salut     | - | Numància  | 9     | -     | 0     |
| 5       | 23 febrer 1908 | Central   | - | Sabadell  | 6     | -     | 2     |
| 6       | 8 març 1908    | Salut     | - | Catalònia | 4     | -     | 2     |
| 6       | 8 març 1908    | Catalunya | - | Sabadell  | (s/d) | (s/d) | (s/d) |
| 7       | 15 març 1908   | Salut     | - | Catalunya | 1     | -     | 1     |
| 7       | 15 març 1908   | Catalònia | - | Central   | 4     | -     | 2     |
| 7       | 15 març 1908   | Sabadell  | - | Numància  | 5     | -     | 1     |
| 8       | 25 març 1908   | Numància  | - | Salut     | (s/d) | (s/d) | (s/d) |
| 8       | 26 abril 1908  | Central   | - | Catalunya | 2     | -     | 0     |
| 8       | 3 maig 1908    | Catalònia | - | Sabadell  | 2     | -     | 5     |
| 9       | 29 març 1908   | Catalunya | - | Catalònia | (s/d) | (s/d) | (s/d) |
| 9       | 29 març 1908   | Numància  | - | Central   | (s/d) | (s/d) | (s/d) |
| 9       | 17 maig 1908   | Sabadell  | - | Salut     | 1     | -     | 3     |
| 10      | 5 abril 1908   | Sabadell  | - | Catalunya | 2     | -     | 1     |
| 10      | 5 abril 1908   | Central   | - | Salut     | 6     | -     | 0     |
| 10      | 5 abril 1908   | Catalònia | - | Numància  | 3     | -     | 0     |
| 11      | 12 abril 1908  | Catalònia | - | Salut     | 1     | -     | 0     |
| 11      | 12 abril 1908  | Sabadell  | - | Central   | 3     | -     | 1     |
| 11      | 3 maig 1908    | Numància  | - | Catalunya | 0     | -     | 1     |
| 12      | 19 abril 1908  | Numància  | - | Sabadell  | 0     | -     | 3     |
| 12      | 19 abril 1908  | Central   | - | Catalònia | 1     | -     | 1     |
| 12      | 10 maig 1908   | Catalunya | - | Salut     | (c/p) | (c/p) | (c/p) |
|         |                |           |   |           |       |       |       |

Notes
- Jornada 6: victòria del Catalunya però sense dades del resultat exacte. Data de celebració desconeguda.
- Jornada 8: victòria del Salut però sense dades del resultat exacte.
- Jornada 9: empat entre Catalunya i Catalònia i victòria del Central però sense dades dels resultats exactes.
- Jornada 12: el Catalunya no presentà suficients jugadors i cedí els punts al Salut.
- Malgrat no disposar de les dades de quatre partits es pot deduir la classificació final per una notícia a El Mundo Deportivo.[1][2]

|    |                | Salut SC | Catalònia FC | FC Central | CS Sabadell FC | Club Catalunya | FC Numància |
| 1. | Salut SC       |          | 4:2          | 4:1        | 7:0            | 1:1            | 9:0         |
| 2. | Catalònia FC   | 1:0      |              | 4:2        | 2:5            | 2:1            | 3:0         |
| 3. | FC Central     | 6:0      | 1:1          |            | 6:2            | 2:0            | 5:1         |
| 4. | CS Sabadell FC | 1:3      | 2:2          | 3:1        |                | 2:1            | 5:1         |
| 5. | Club Catalunya | 0:0      | 0:0          | 2:1        | 0:0            |                | 3:0         |
| 6. | FC Numància    | 0:0      | 0:3          | 0:0        | 0:3            | 0:1            |             |